# Javier León Gómez
Javier León Gómez (Barcelona, 1973) es antropólogo, escritor y editor español. Dirige tres sellos editoriales: Séneca, Nous y Dharana.  

## Investigación
Especializado en comunidades utópicas, León Gómez es doctor en Antropología por la Universidad de Sevilla. Su tesis doctoral, “Antropología de las comunidades utópicas, perspectiva comparada de proyectos alternativos para un planeta finito”, fue una investigación realizada  tras el trabajo de campo en Francia, Escocia, Alemania, India, California y Marruecos, entre otros países.
Ha  participado en diversas comunidades que integran desarrollo espiritual y comunidad. En  2014 creó O Couso, una ecoaldea basada en los principios del decrecimiento y el apoyo mutuo, ubicada en Samos (Lugo).

## Editor
Es fundador y director de las editoriales Séneca, Nous y Dharana. Su trabajo como editor se desarrolló a partir de la relación con conocidos empresarios relacionados con el mundo bancario.
La nueva editorial Séneca comenzó a publicar en 2006. Enfocada en literatura, conocimiento, cultura e identidad, ha publicado trescientos libros hasta 2025.
Desde 2008 el sello editorial Nous publica libros de espiritualidad y nueva consciencia. Dharana nació en 2012 y publica ensayos sobre las inquietudes sociales, políticas y económicas del siglo XXI. Desde 2012 las tres editoriales se han reunido en el Grupo Editorial Dharana Press, al cual se ha incorporado el sello Phylira y Ecosofía. 

### Publicaciones[7]

#### Autor
- “Entrevista a un masón, perspectiva antropológica de una realidad ignorada” (Séneca 2006).
- “Creando Utopías, el papel de la rebeldía ante el nuevo orden mundial” (Séneca, 2007)
- Masonería: Antiguos Manuscritos (Séneca, 2010)

- “Ama hasta que te duela” (Nous, 2011), 2 ediciones.
- “Apoyo Mutuo y Cooperación en las Comunidades Utópicas” (Dharana, 2012), 2 ediciones.
- “Asexualidad: ¿se puede vivir sin sexo?: vivir sin sexo, la mayor insubordinación de nuestro tiempo” (Nous, 2014).[8][9]
- “Practica los caminos: caminando hacia la impermanencia” (Sirio 2014).
- “Antropología de las comunidades utópicas: perspectiva comparada de proyectos alternativos para un planeta finito”(Dharana, 2022)

#### En colaboración con otros autores
- Ramiro Calle “Amor es Relación” (Nous, 2014).
- Emilio Carrillo “La gestión del Misterio: un acercamiento a la sabiduría perenne en nuestros días (Nous, 2021)
- Mario Conde, “Siendo, eso es todo” (2015),
- Koldo Aldai, Sonrisas del Mundo (2016)